# Walter Venus

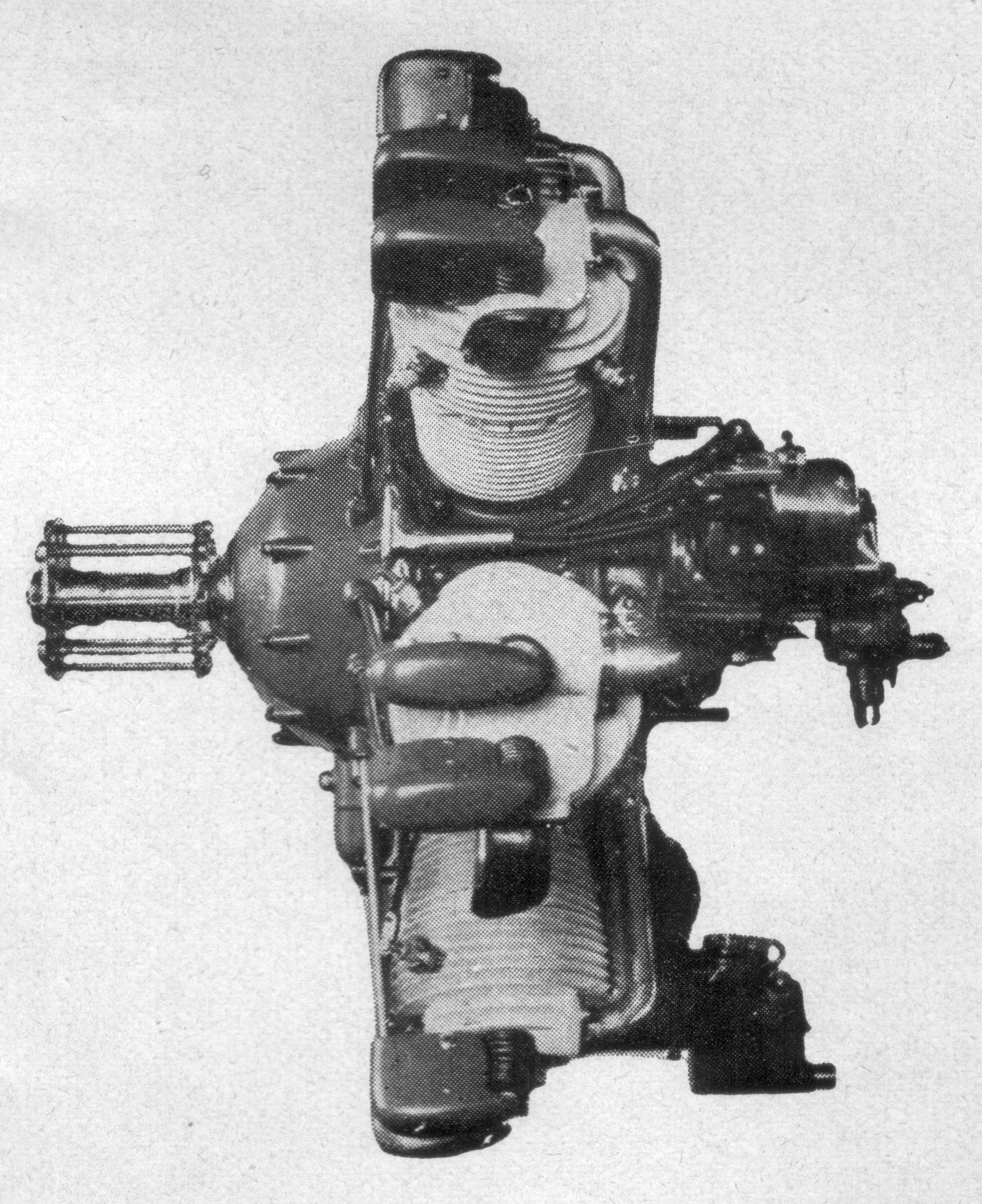
Walter Venus (1929)

Walter Venus byl československý sedmiválcový zážehový vzduchem chlazený hvězdicový, pístový motor. Byl vyvinut koncem 20. let 20. století a byl vyráběn Akciovou továrnu automobilů Josef Walter a spol. v Praze-Jinonicích. Motor Walter Venus je vystaven v expozici Leteckého muzea ve Kbelích.

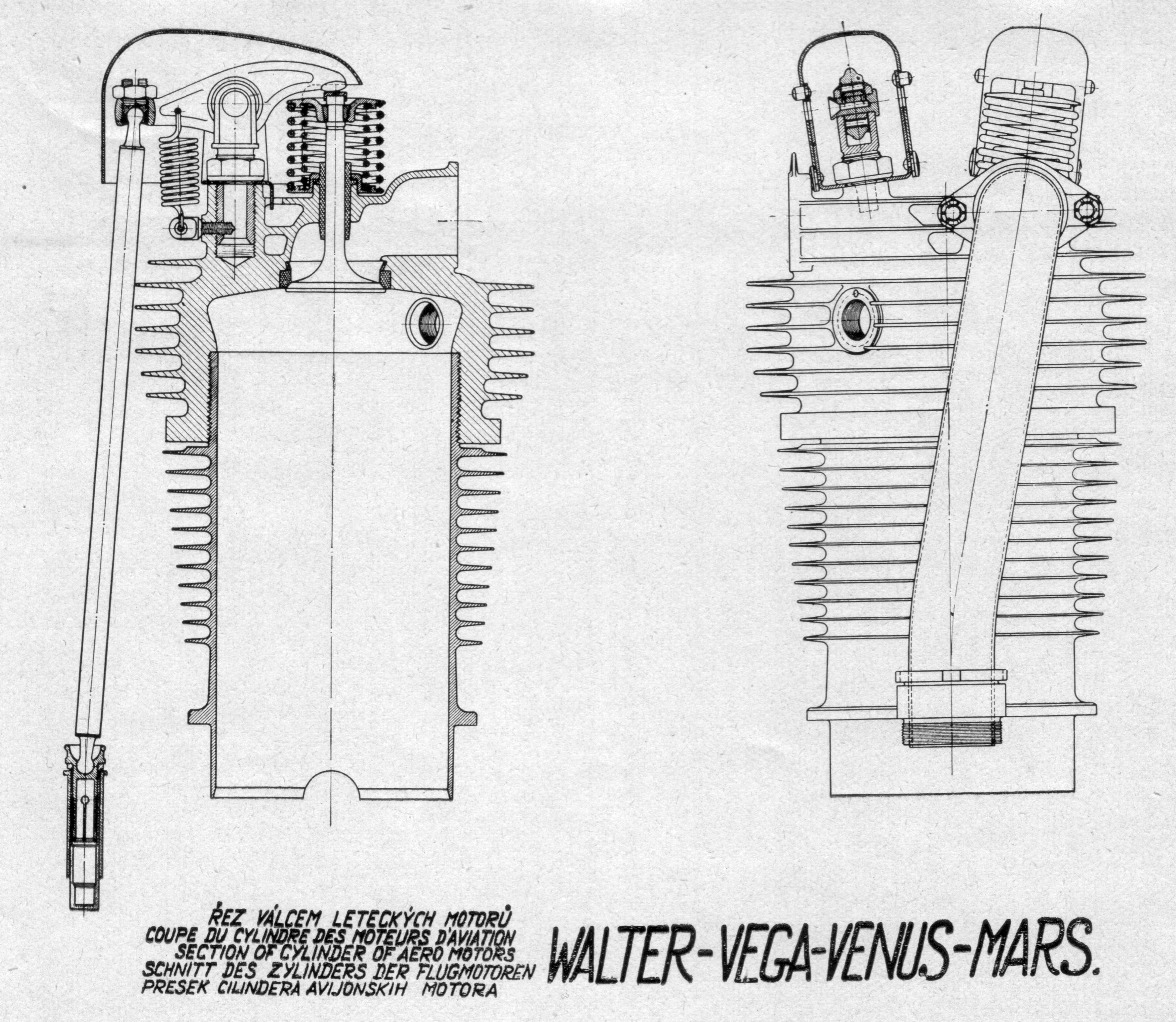
Motory Vega, Venus a Mars (řez válcem)

## Vznik a vývoj
Oblíbená řada lehkých motorů NZ-40, NZ-60, NZ-85 a NZ-120 pro sportovní a školní letadla začala na přelomu 20. a 30. let 20. století zastarávat, přestože byly výkonově modifikovány na typy NZ-45, NZ-70, NZ-95 a NZ-130. Bylo zájmem továrny Walter tuto řadu nahradit novými typy. Nová konstrukční řada se objevila v roce 1929 a byla pojmenována podle hvězd. Byly to opět hvězdicové motory, Walter Polaris (tříválcový), Walter Vega (pětiválcový), Walter Venus (sedmiválcový) a Walter Mars (devítiválcový). Sdílely stejné válce, písty a další součásti, měly stejný kompresní poměr a otáčky, stejné vrtání 105 mm a zdvih 120 mm, lišily se jen počtem válců. „Prostřední“ Walter Venus byl sedmiválcový hvězdicový benzinový motor s karburátorem Zenith typ 50-J. Oproti předchozímu motoru Walter NZ-85 resp. NZ-95 měl zvýšený kompresní poměr, téměř stejnou hmotnost a zvýšený výkon.

## Popis motoru

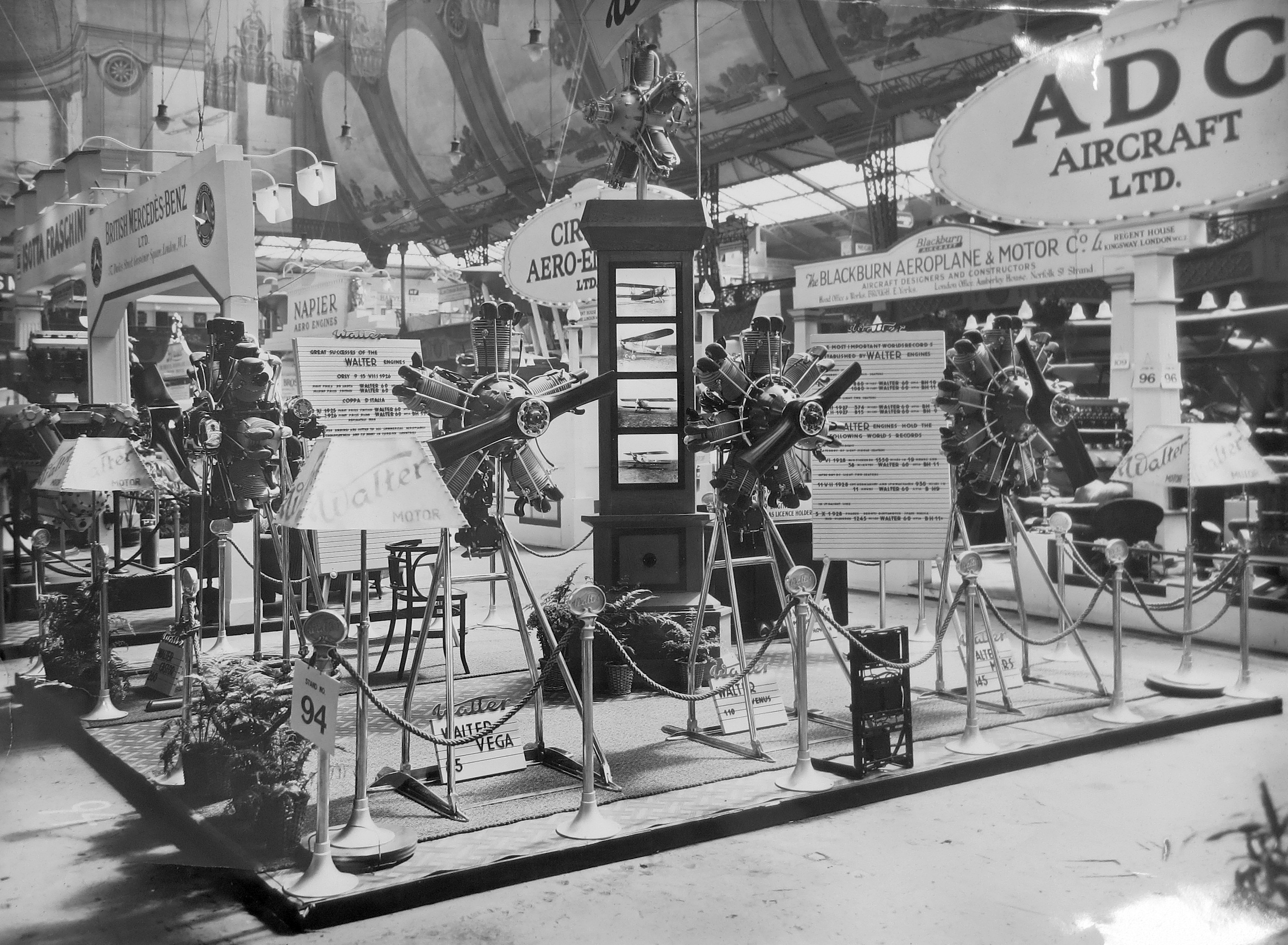
Motory Vega, Venus a Mars (London 1929)

Největší konstrukční, metalurgické a technologické změny oproti řadě NZ proběhly na válcích motoru resp. na jejich hlavách. Nové typy hlav již nebyly odlévány z litiny, nýbrž z hliníkové slitiny. Válce tak byly „kompozitní“ konstrukce. Na výkovek tělesa válce z oceli byly přišroubovány hlavy odlité z hliníkových slitin. Neobvyklé bylo, že hlavy byly odnímatelné bez odstranění celého válce z klikové skříně, protože byly montovány za studena, a tím podstatně urychlovaly a usnadňovaly montáž a demontáž. Karburátor Zenith typ 50-J, který byl umístěn v dobře přístupném místě v zadní části klikové skříně, dodával směs do prstencovité komory, odkud byla směs vedena k jednotlivým válcům nasávacími trubkami. Zapalování obstarávala dvě magneta Scintilia MN7D popř. MN7DA, která byla namontována na konzolách a byla integrována do zadní části krytu motoru. Mazání olejovým, pístovým čerpadlem nové konstrukce s čističem oleje. Ucelená řada motorů této „hvězdné série“, s tímto počtem a uspořádáním válců, ale jiným vrtáním a zdvihem měla v následujících letech volné pokračování v dalších verzích Castorů (Castor II, III).
Jako počet vyrobených motorů Walter Venus se uvádí 17 ks, nejednalo se tedy o nějak úspěšný motor. Tímto typem také končí výroba sedmiválcových a všech ostatních hvězdicových motorů Walter s vrtáním 105 mm a zdvihem 120 mm. Bylo několik typů letadel, kde se Walter Vega, Walter Venus a Walter Mars objevily, ale takových úspěchů jako „enzety“ už tyto nové hvězdy nedobyly. Hvězdicové motory postupně začaly uvolňovat místo invertním, řadovým motorům.

## Použití
Motor Walter Venus nebyl tak úspěšný jako jeho souputníci Walter Vega a Walter Mars. Objevil se na jednom československém letounu Aero A-34 Kos resp. i na Aero A-134 Kos. Z evropských aplikací byl instalován na litevském letounu ANBO V, na italských Breda Ba.15-S (některé prameny tento letoun označují jako Breda Ba.15-P). Švýcarský pilot Jean-René Pierroz se s tímto letounem v roce 1930 zúčastnil soutěže „Challenge International de Tourisme“ 1930 a obsadil slušné 14. místo z 35 klasifikovaných. Je ovšem pravdou, že na letounech Breda Ba.15 bylo použito více motorů, takže Walter Venus byl jeden z řady (Cirrus III, de Havilland Gipsy, Colombo S.63, Walter NZ-85, Walter NZ-120, Walter Mars a Isotta-Fraschini 80 T). Tento motor byl také jedním z těch, které byly namontovány na italském „obojživelníku“ Savoia-Marchetti S.56, mezi nimiž lze jmenovat např. Anzani 70 HP, Anzani 80 HP, FIAT A.53 (115 HP), FIAT A.54 (135 HP) atd.
Aero A-34 Kos z roku 1929 byl malý sportovní a cvičný dvouplošník, využívaný v československém civilním a vojenském letectví. Křídla tohoto letounu mohla být sklopena na šířku letounu jen 2,91 m, a to umožňovalo vlečení automobilem z letiště na letiště. Prototyp (registrace L-BASO) měl hvězdicový motor Walter Vega o výkonu 85 koní. Měl se účastnit mezinárodní soutěže „Challenge International de Tourisme“ 1929 (pilotovaný Josefem Novákem), ale musel 8. srpna 1929 ze soutěže odstoupit pro selhání motoru a vynucené přistání. Sedm letounů Aero A-34 a jeho varianty postavila továrna Aero s různými motory: 3 Aero A-34Js měly motor Walter Junior a 3 Aero A-134s měly Walter Venus.
Jeden z letounů Breda Ba.15 byl v roce 1932 provozován Ústřední pilotní školou. Byl osazen motorem Walter Venus o výkonu 82 kW/110 k. Ústřední pilotní škola jej např. využívala pro kurz létání podle přístrojů. Při letech se cvičil start bez viditelnosti, stoupání, horizontální let, udržování kursu, zatáčky, změna kursu a klouzání. Žák si předem vypočítal kurs a celý let absolvoval bez viditelnosti.

## Použití v letadlech
- Aero A-34 Kos
- Aero A-134 Kos
- ANBO-V
- Breda Ba.15S (Breda Ba.15P)
- Caproni Ca.97
- CASA III
- Hopfner HS-8/29[7]
- Meindl A.VII (Ethiopia 1, Tsehai/Sahai)
- Orta-Saint Hubert G.1
- Savoia-Marchetti S.56

## Specifikace

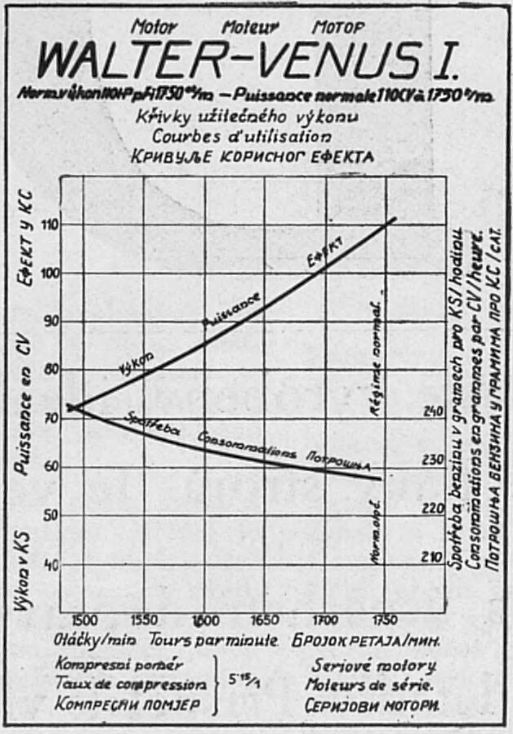
Walter Venus (křivky užitečného výkonu)

Data dle

### Technické údaje
- Typ: čtyřdobý zážehový vzduchem chlazený hvězdicový letecký sedmiválec

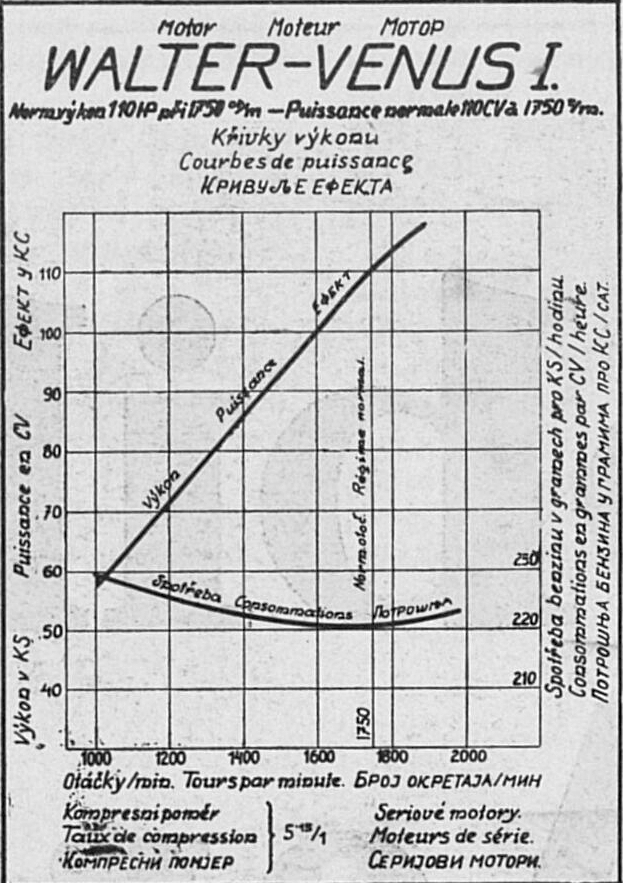
Walter Venus (křivky výkonu)

- Vrtání válce: 105 mm
- Zdvih pístu: 120 mm
- Celková plocha pístů: 606 cm²
- Zdvihový objem motoru: 7273 cm³
- Hmotnost suchého motoru: 126 kg
- Vnější průměr motoru: 946 mm

### Součásti
- Rozvod: OHV, dvouventilový (sací a výfukový)
- Karburátor: Zénith typu 50-J
- Zapalování: 2 magneta Scintilla MN7D popř. MN7DA
- Mazání: tlakové oběžné, se suchou klikovou skříní
- Pohon: dvoulistová, dřevěná vrtule
- Počet otáček vrtule: 1750 ot/min
- Směr otáčení motoru a vrtule: vpravo

### Výkony
- Maximální, vzletový: 115 k (84,6 kW) při 1800 ot/min
- Nominální, jmenovitý: 110 k (80,9 kW) při 1750 ot/min
- Kompresní poměr: 5,15:1
- Spotřeba paliva: 235 g·h−1·k−1 / 320 g·h−1·kW−1
- Spotřeba oleje: 7–10 g·h−1·k−1 / 9,5–13,6 g·h−1·kW−1
- Poměr výkonu k hmotnosti: 0,64 kW/kg

## Galerie

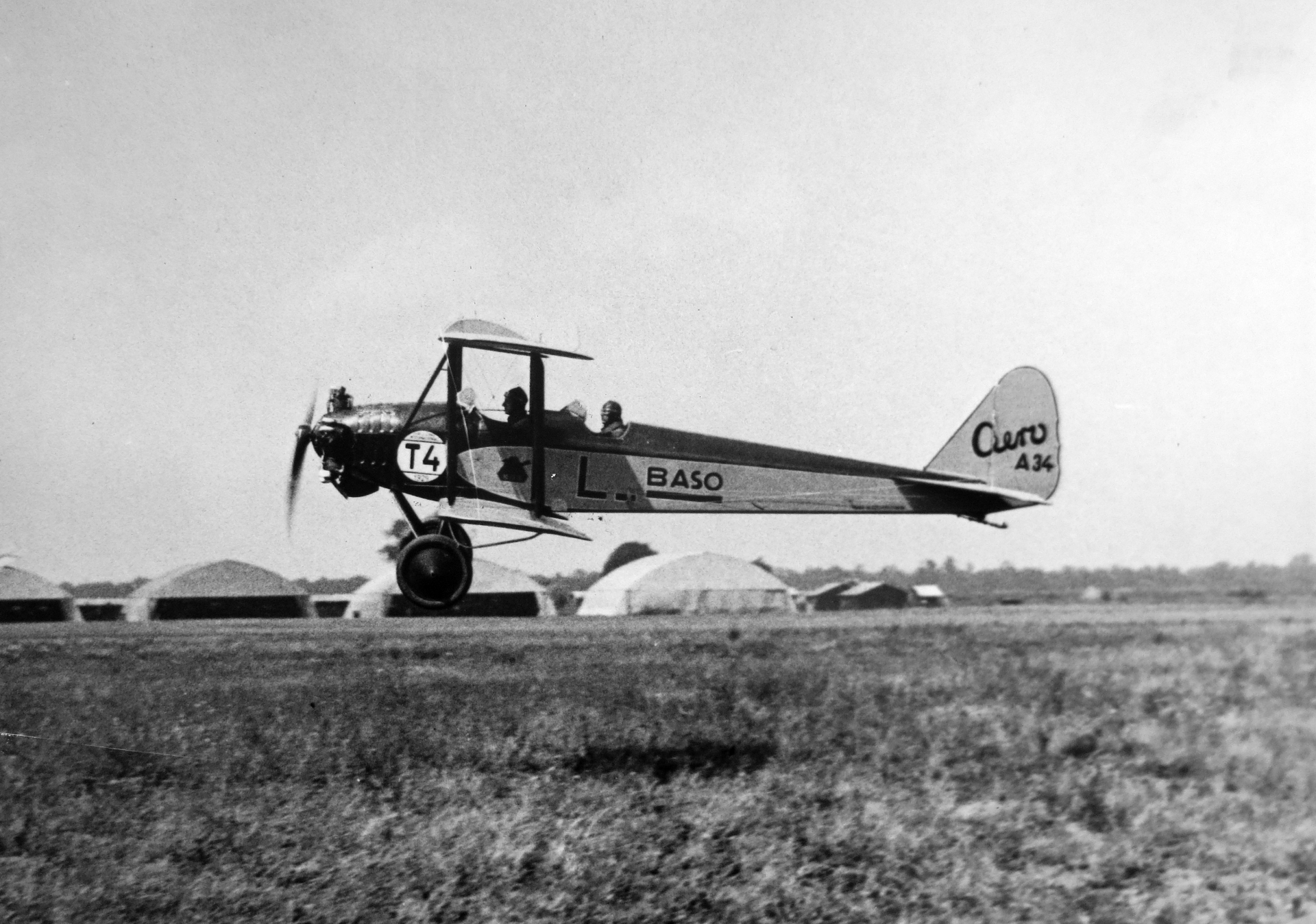
Aero A-34 pilotované Josefem Novákem při závodu Challenge International de Tourisme 1929
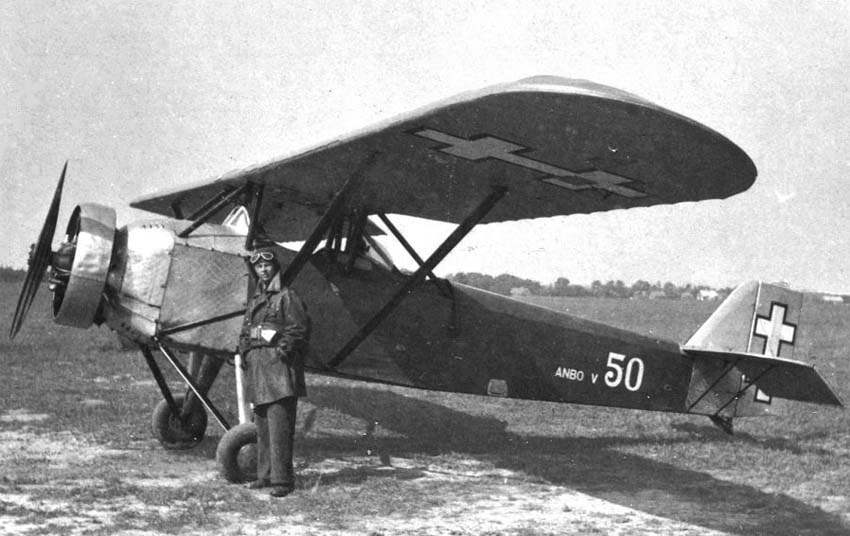
ANBO V s motorem Walter Venus
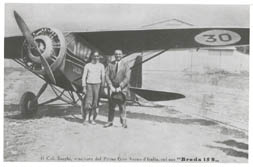
Breda Ba.15-S
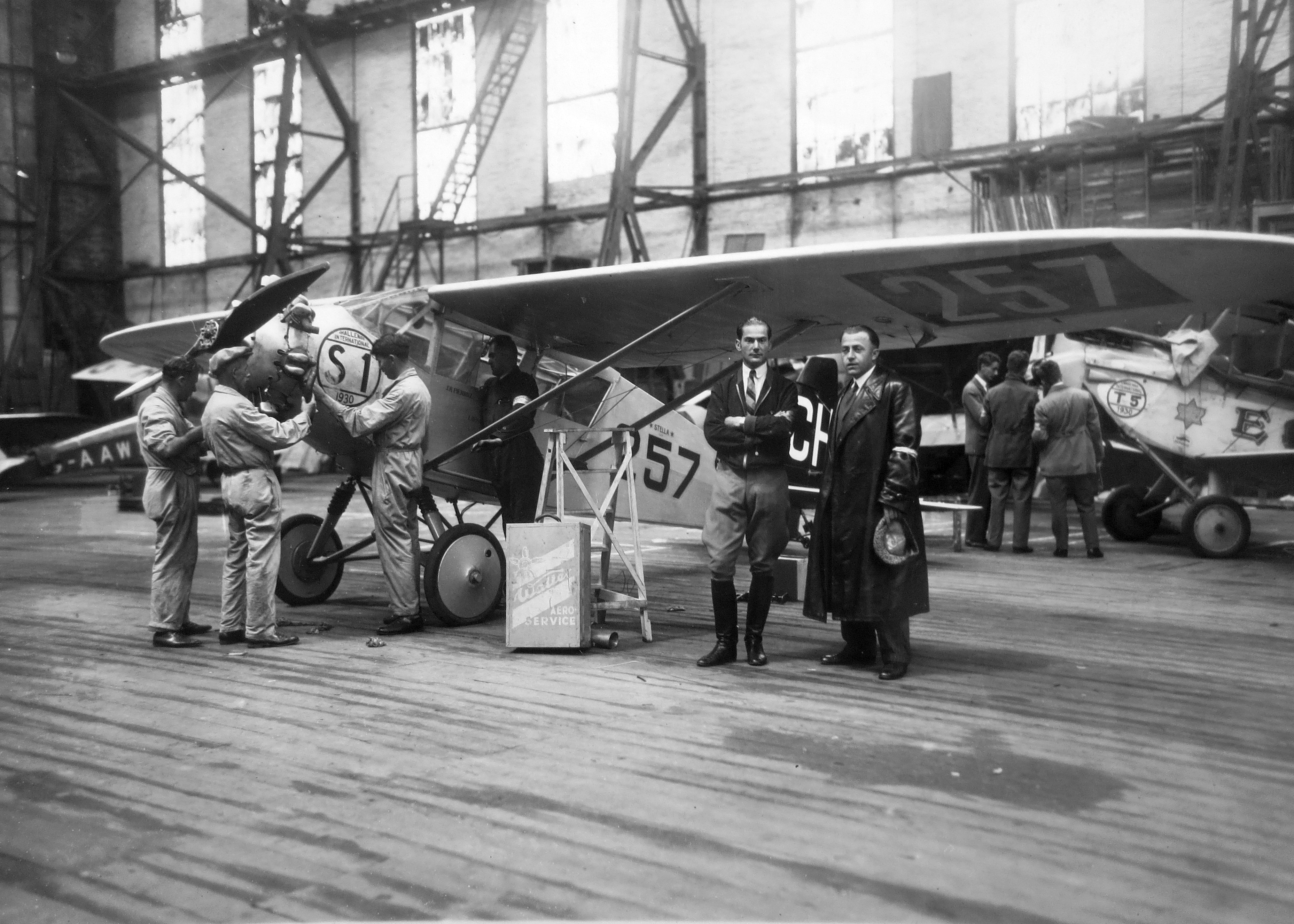
Walter Venus a Breda Ba.15-P – Challenge International de Tourisme 1930
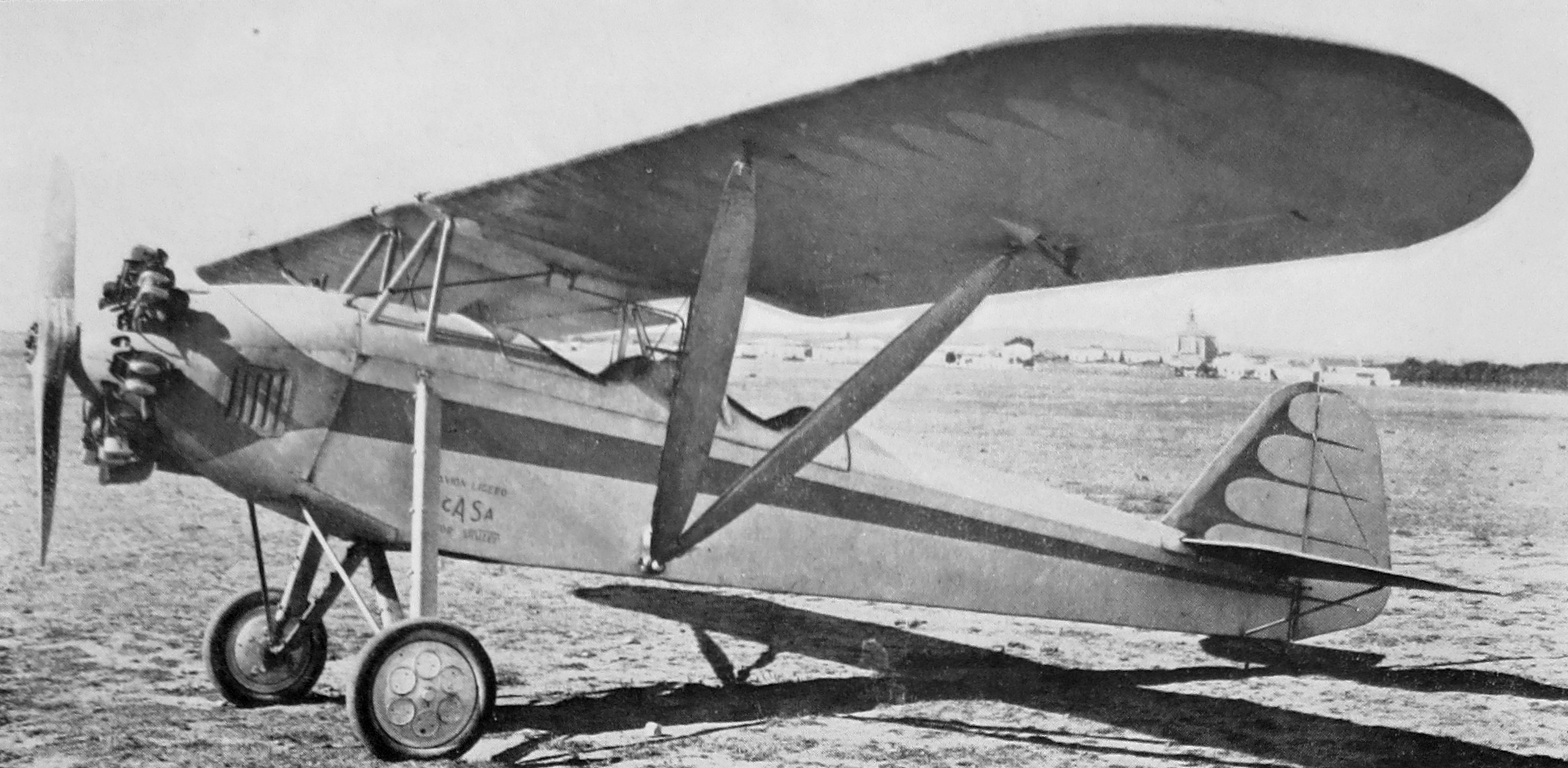
CASA III a Walter Venus
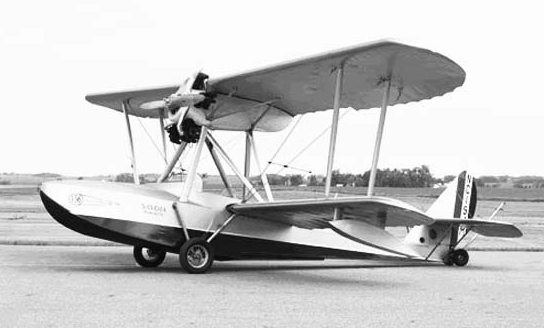
Savoia-Marchetti S.56
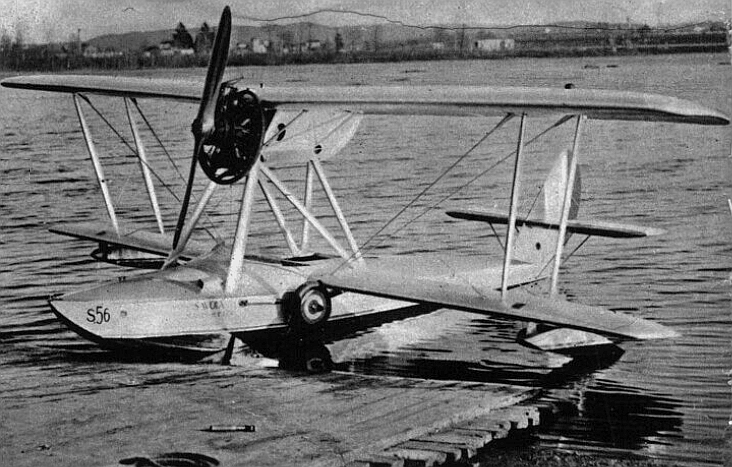
Walter Venus a letadlo Savoia-Marchetti S.56